# Municipio de Orwell (Ohio)
El municipio de Orwell (en inglés: Orwell Township) es un municipio ubicado en el condado de Ashtabula en el estado estadounidense de Ohio. En el año 2010 tenía una población de 3106 habitantes y una densidad poblacional de 50,47 personas por km².

## Geografía
El municipio de Orwell se encuentra ubicado en las coordenadas 41°32′29″N 80°51′25″O / 41.54139, -80.85694. Según la Oficina del Censo de los Estados Unidos, el municipio tiene una superficie total de 61.55 km², de la cual 61,5 km² corresponden a tierra firme y (0,07 %) 0,04 km² es agua.

## Demografía
Según el censo de 2010, había 3106 personas residiendo en el municipio de Orwell. La densidad de población era de 50,47 hab./km². De los 3106 habitantes, el municipio de Orwell estaba compuesto por el 95,49 % blancos, el 1,32 % eran afroamericanos, el 0,23 % eran amerindios, el 0,35 % eran asiáticos, el 0,26 % eran de otras razas y el 2,35 % eran de una mezcla de razas. Del total de la población el 1,03 % eran hispanos o latinos de cualquier raza.